# Leo Makkonen

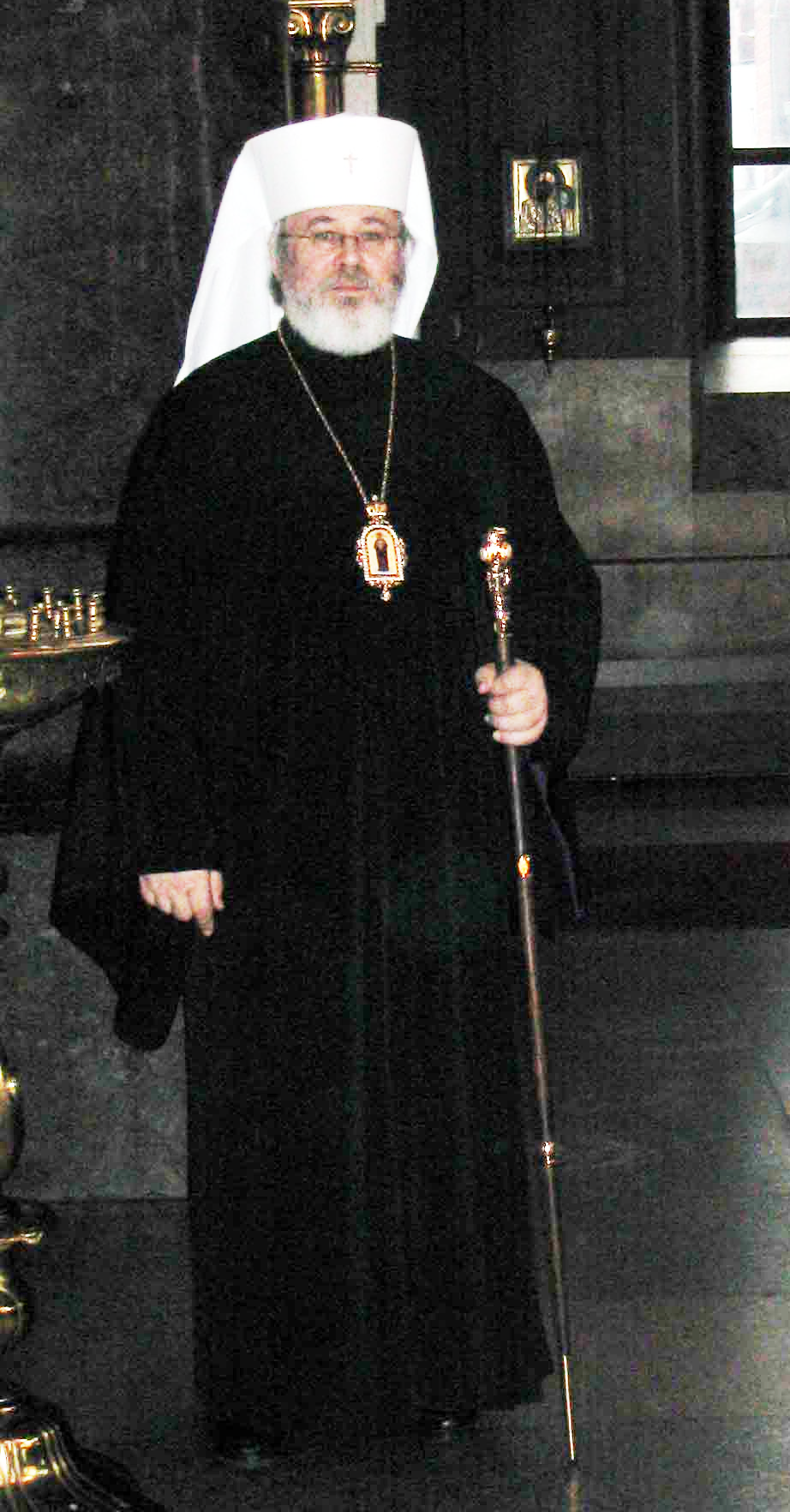
Arzobispo Leo, 2004.

Su Beatitud León o Leo (nacido Leo Makkonen en Pielavesi el 4 de junio de 1948) es desde el 25 de octubre de 2001 el primado de la Iglesia ortodoxa de Finlandia. Además ha traducido y publicado varia obras en idioma carelio.

## Biografía
- 20 de julio de 1973 Ordenado diácono
- 22 de julio de 1973 Ordenado sacerdote
- 25 de febrero de 1979 Obispo de Joensuu (dependiente del arzobispo)
- 1990-1996 Metropolitano de Oulu
- 1996-2001 Metropolitano de Helsinki
- 25 de octubre de 2001 Arzobispo de Carelia y de toda Finlandia